# Marie-Geneviève Navarre
Marie-Geneviève Navarre, también conocida como Antoinette-Geneviève Navarre, (París, 29 de mayo de 1735-París, 29 de mayo de 1795) fue una retratista y miniaturista francesa, que trabajaba en colores pastel y pintura al óleo. Sin embargo, es más conocida por sus obras al pastel.

## Biografía

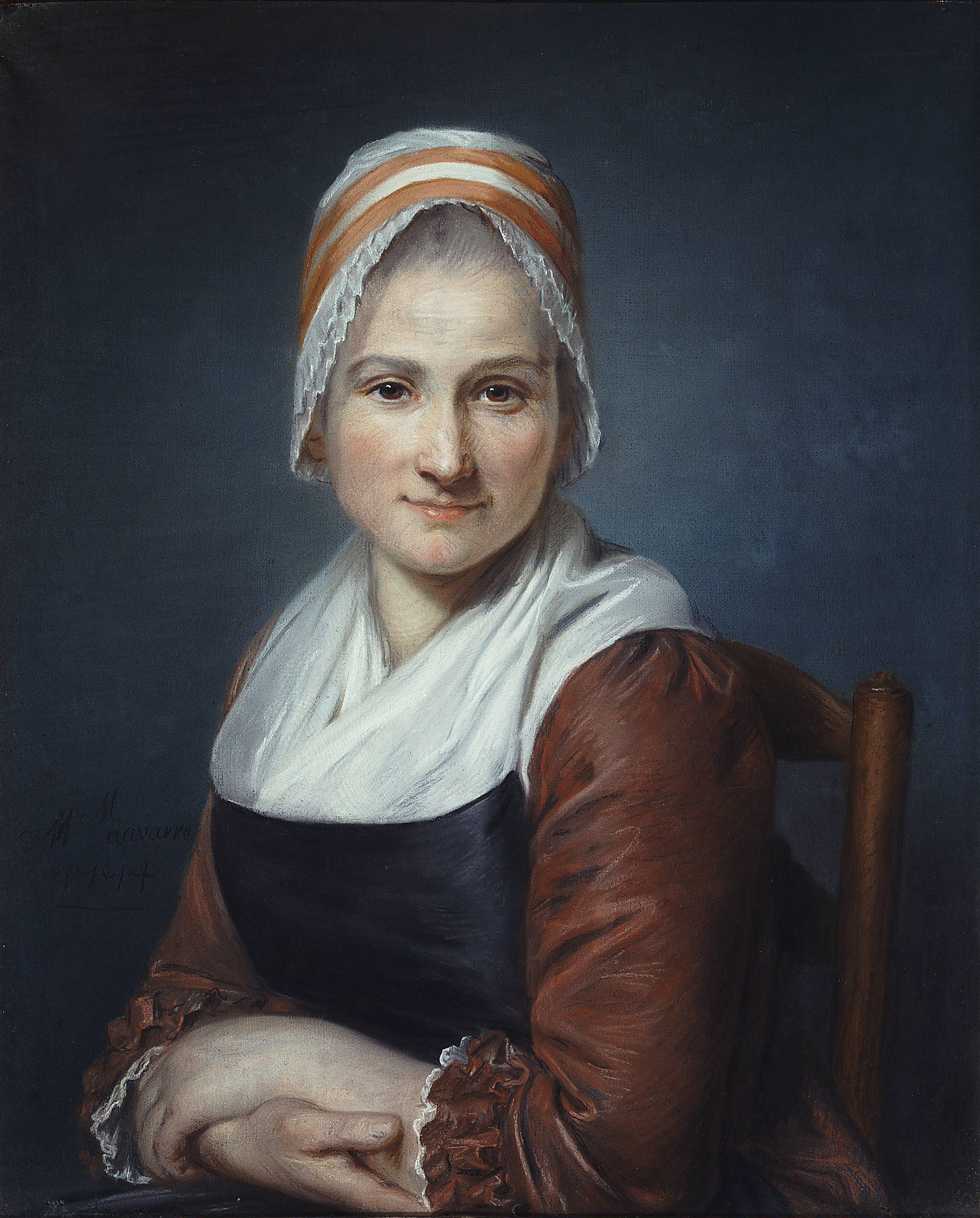
Retrato de mujer joven, 1774. Pastel sobre papel, 61 x 50,2 cm, Nueva York, National Museum of Women in the Arts.

En París estudió arte con el pintor Maurice Quentin de la Tour, retratista real reconocido por «dotar a sus modelos de un encanto e inteligencia únicos». 
Siendo difícil que en la mitad del siglo XVIII las mujeres artistas presentaran su trabajo a la Real Academia de Pintura, Navarre optó por la Académie de Saint-Luc, donde expuso sus pinturas y dibujos en tres ocasiones entre 1762 y 1774. También expuso dos veces en el Hôtel d'Aligre de la rue Saint-Honoré de París en 1762 y 1764.
Los retratos y miniaturas al pastel expuestos en la exposición de la Académie de Saint-Luc en 1774 recibieron una acogida especialmente positiva. Una reseña crítica publicada en 1776 en el Painters Almanac elogió el talento de Navarre, en particular por sus pasteles considerados “por encima de sus miniaturas”.
Navarre también tuvo una gran demanda para realizar réplicas de pinturas. Entre las muchas obras de Navarra que nos han llegado, solo un pastel está firmado con su nombre.

## Exposiciones
- 1762, Académie de Saint-Luc, París[3]
- 1762, Hôtel d'Aligre, rue Saint-Honoré, París
- 1764, Académie de Saint-Luc, París
- 1764, Hôtel d'Aligre, rue Saint-Honoré, París
- 1774, Académie de Saint-Luc, París
- 1774, Salon de la correspondance, París
- 2016, National Museum of Women in the Arts («Musée national des femmes dans les arts»), Washington, Estados Unidos[4]